# Якоб Буркгардт
Якоб Буркгардт (нім. Jacob Christoph Burckhardt; 25 травня 1818, Базель, Швейцарія — 8 серпня 1897, там само) — швейцарський історик європейської культури та мистецтва. Відомий передусім своїми дослідженнями Ренесансу, особливо своєю книгою «Культура Ренесансу в Італії» (1860). Якоб Буркгардт зображений на банкноті в 1000 швейцарських франків.

## Біографія
Буркгардт народився четвертим з сімох дітей в заможній родині протестантського пастора. За бажанням батька від 1837 р. вивчав теологію в Базелі. Через чотири семестри перевівся до Берлінського університету, щоби продовжити навчання в напрямку історії мистецтва та філології. Закінчив навчання знову у Базелі, де також одержав позицію викладача.
Став членом Геттінгенської академії наук.
Між 1846 та 1848 роком провів декілька місяців в Італії.
Від 1854 до 1858 року Буркгардт був професором історії мистецтва у Вищій технічній школі Цюриха.
В період від 1858 до 1893 року був головою кафедри історії та історії мистецтва у Базельському університеті. Фрідріх Ніцше, який був професором у Базелі одночасно з Буркгардтом дуже його поважав, але не одержав зворотного прихильного ставлення від свого старшого колеги.
8 серпня 1897 року Буркгардт помер бездітним холостяком. Після його смерті залишилося декілька неопублікованих творів: Спогади з Рубенса, Грецька історія культури та Роздуми над світовою історією.

## Праці
- Карл Мартель / Carl Martell (1840)
- Твори мистецтва бельгійських міст / Kunstwerke der belgischen Städte (1842)
- Конрад фон Гохштаден / Conrad von Hochstaden (1843)
- Час Костянтина Великого / Die Zeit Constantins des Großen (Ende 1852, offiziell 1853)[6]
- Цицерон / Cicerone (1855; Digitalisat und Volltext // Німецький текстовий архів)
- Ренесансна культура в Італії / Die Kultur der Renaissance in Italien (Stuttgart 1860; Digitalisat und Volltext // Німецький текстовий архів) (2. Aufl. 1869; Digitalisat im Internet Archive); Neudruck ebenda 1966.
- Історія Ренесансу в Італії / Geschichte der Renaissance in Italien (1878)

Посмертні публікації
- Спогади про Рубенса / Erinnerungen aus Rubens (1898)
- Культурна історія Греції / Griechische Kulturgeschichte (1898–1902)
- Розмиисли про світову історію / Weltgeschichtliche Betrachtungen (1905). Erläuterte Ausgabe: von Rudolf Marx, Stuttgart 1978.
- Історичні фрагменти / Historische Fragmente (aus dem Nachlass gesammelt von Emil Dürr, 1942)

Видання
- Якоб Буркхардт. Повне видання праць / Jacob Burckhardt-Gesamtausgabe. Schwabe Verlag, Basel 1929–1934.
- Листи / Briefe. Vollständig und kritisch bearbeitete Ausgabe mit Benützung des handschriftlichen Nachlasses hergestellt von Max Burckhardt. Elf Bände. Schwabe, Basel 1949–1994.
- Вибрані праці / Gesammelte Werke. Zehn Bände. Schwabe, Basel 1955–1959.
- Праці / Критичне видання / Werke. Kritische Gesamtausgabe. Hrsg. von der Jacob-Burckhardt-Stiftung, Basel. 29 Bände. Schwabe, Basel, und C. H. Beck, München, ab 2002 (видано 16 томів; Editionsplan).

Листування
- Hans Barth: Briefe Jakob Burckhardts an Salomon Vögelin. In: Basler Stadtbuch 1914. S. 43–72.
- Rudolf Wackernagel: Briefe von Jacob Burckhardt an Bernhard Kugler 1867–1875. In: Basler Zeitschrift für Geschichte und Altertumskunde. Band 14, 1915, S. 351–377. (оплайн).
- Gustav Münzel: Der Briefwechsel zwischen Jakob Burckhardt und Heinrich Schreiber. In: Basler Zeitschrift für Geschichte und Altertumskunde. Band 22, 1924, S. 1–85. (Онлайн).
- Heinrich Oeri, Max Burckhardt: Briefe aus Jacob Burckhardts Jugendzeit. In: Basler Zeitschrift für Geschichte und Altertumskunde. Band 82, 1982, S. 97–147 (doi:10.5169/seals-118066#100).